# Harry Potter i Komnata Tajemnic (ścieżka dźwiękowa)
Harry Potter i Komnata Tajemnic – ścieżka dźwiękową do filmu o tym samym tytule, nakręconego na podstawie książki J.K. Rowling. Jest to druga kompozycja napisana przez Johna Williamsa do serii Harry Potter. Album został wydany 12 listopada 2002 roku.

## Lista utworów
1. „Prologue: Book II and The Escape from the Dursleys” – 3:31
2. „Fawkes the Phoenix” – 3:45
3. „The Chamber of Secrets” – 3:49
4. „Gilderoy Lockhart” – 2:05
5. „The Flying Car” – 4:08
6. „Knockturn Alley” – 1:47
7. „Introducing Colin” – 1:49
8. „The Dueling Club” – 4:08
9. „Dobby the House Elf” – 3:27
10. „The Spiders” – 4:32
11. „Moaning Myrtle” – 2:05
12. „Meeting Aragog” – 3:18
13. „Fawkes Is Reborn” – 3:19
14. „Meeting Tom Riddle” – 3:38
15. „Cornish Pixies” – 2:13
16. „Polyjuice Potion” – 3:52
17. „Cakes for Crabbe and Goyle” – 3:30
18. „Dueling the Basilisk” – 5:02
19. „Reunion of Friends” – 5:08
20. „Harry's Wondrous World” – 5:02